# CERT Coordination Center
CERT Coordination Center – organizacja utworzona w listopadzie 1988 roku przez Defense Advanced Research Projects Agency (DARPA), po incydencie z robakiem Morrisa.
Zadaniem organizacji CERT Coordination Center jest całodobowe nadzorowanie ruchu internetowego i podejmowanie natychmiastowych akcji w razie pojawienia się zagrożeń. CERT Coordination Center publikuje też materiały edukacyjno-szkoleniowe.